# Canoga Park
Canoga Park (antes conocido como Owensmouth) es un distrito en el Valle de San Fernando, región de Los Ángeles, California, Estados Unidos; a unos 45 km (25 millas) al noroeste del Centro de Los Ángeles.
Limita con Woodland Hills al sur, West Hills al oeste, Chatsworth al norte, y Winnetka al este.